# After the Bachelor's Ball
After the Bachelor's Ball è un cortometraggio muto del 1909. Il nome del regista non viene riportato nei credit del film.

## Trama
Uno scapolo è alle prese con uno stuolo di donne che gli si presentano a casa dopo un annuncio pubblicato sul giornale dove si dice che è alla ricerca di una governante.

## Produzione
Il film fu prodotto dalla Lubin Manufacturing Company.

## Distribuzione
Distribuito dalla Lubin Manufacturing Company, il film - un cortometraggio della lunghezza di 208,78 metri - uscì nelle sale cinematografiche statunitensi il 15 aprile 1909. Nelle proiezioni, veniva programmato con il sistema dello split reel, accorpato in un'unica bobina con un altro cortometraggio prodotto dalla Lubin, la comica Slip-Powder.